# Dannebrog (Schiff, 1879)
Die Dannebrog  war die erste Königsyacht (dän. Kongeskibet [ˈkɔŋəsgiːʔbəð] „Königsschiff“) der dänischen Königsfamilie. Die Yacht wurde nach der Flagge Dänemarks, dem Dannebrog benannt. Sie diente den dänischen Königen Christian IX., Friedrich VIII. und Christian X. über 53 Jahre lang als schwimmende Residenz. Die Königsyacht wurde 1932 außer Dienst gestellt und 1934 zum Abwracken verkauft. Nachfolgerin seit 1932 ist die noch heute von dem dänischen Königshaus genutzte Yacht Dannebrog.

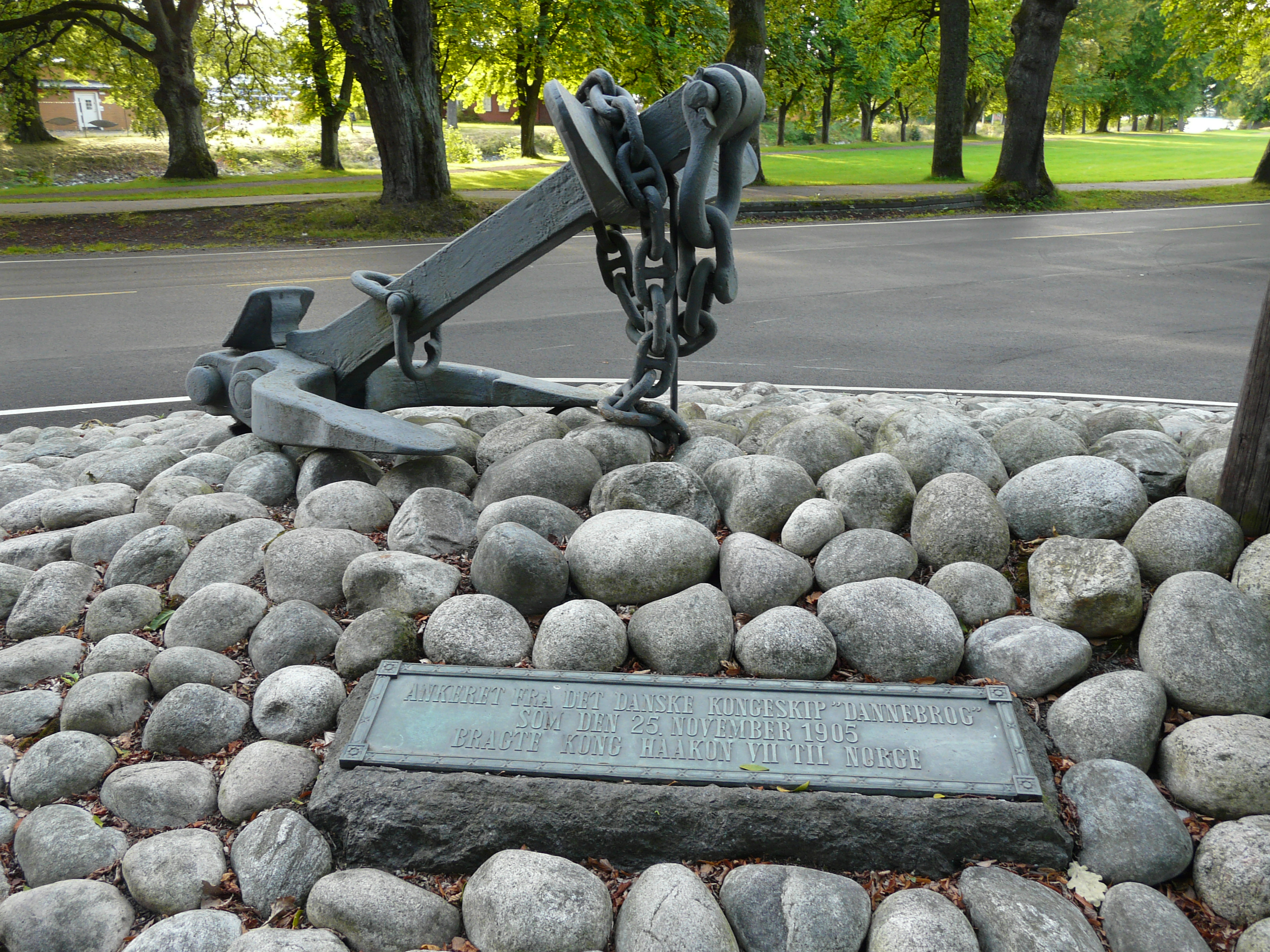
Anker der Dannebrog, Denkmal in Horten, Norwegen

Die erste Dannebrog war ein Seitenraddampfer der am 6. Oktober 1879 bei der Werft Burmeister & Wain (Baunummer 109) in Kopenhagen vom Stapel lief und am 7. Juni 1880 in Dienst gestellt wurde.
Die Dannebrog hatte als Bewaffnung zwei 57-mm-Revolverkanonen und verfügte über einen 40-cm-Spiegelscheinwerfer. Die Höchstgeschwindigkeit betrug nach der Grundüberholung im Jahr 1907 13,4 Knoten. Die Yacht verfügte über 56 Mann Besatzung.
Nachdem das modernere Kadettenschulschiff (dän. artilleriskib) Niels Juel im Jahr 1923 in Dienst gestellt wurde, rüstete man es zum Königsschiff für längere Fahrten um. Später entstanden Pläne für die noch heute genutzte Königsyacht Dannebrog (Indienststellung 1932), mit dem die Königsfamilie die heimischen Gewässern und den Nordatlantik bereisen konnte.

## Stationen derDannebrogwährend ihrer Dienstzeit
- 1880 bis 1892 – In den Sommermonaten Fahrten in dänischen Gewässern und vereinzelte Besuche in ausländischen Häfen.
- 1893 – Reise nach England, eskortiert vom Kreuzer Valkyrien anlässlich der Hochzeit des späteren Königs Georg V. und Prinzessin Maria von Teck.
- 1902 – Reise nach Aarhus anlässlich der Übergabe von Schloss Marselisborg als Hochzeitsgeschenk an Kronprinz Christian und Prinzessin Alexandrine, dem späteren König Christian X. von Dänemark.
- 23. November 1905 bis 1. Dezember 1905 – Überfahrt des dänischen Prinzen Carl mit seiner britischen Ehefrau Maud nach Norwegen, der 1905 die Wahl zum König Norwegens als Haakon VII. angenommen hatte. Eskortiert wurde die Dannebrog vom Küstenpanzerschiff Olfert Fischer und dem Geschützten Kreuzer Gejser.
- 15. Juni 1906 bis 2. Juli 1906 – Reise nach Trondheim in Norwegen anlässlich der Krönung von König Haakon VII. und Königin Maud, begleitet vom Küstenpanzerschiff Herluf Trolle und dem Geschützten Kreuzer Hekla.
- Dezember 1906 bis 1907 – Grundüberholung, bei der das Schiff auf 72 Meter verlängert und die Hauptmaschine ausgetauscht wurde. Die Verdrängung erhöhte sich auf 1100 Tonnen.
- 1909 – in den Sommermonaten Reisen in den dänischen Gewässern, vom 11. bis 23. Juli 1909 Reise nach Russland, eskortiert vom Kreuzer Gejser.
- 14. Mai 1912 bis 17. Mai 1912 – Reise zusammen mit dem Küstenpanzerschiff Olfert Fischer nach Travemünde um den Sarg des in Hamburg am 14. Mai 1912 verstorbenen dänischen Königs Friedrich VIII. zurück nach Kopenhagen zu überführen.
- 1913 – in den Sommermonaten Reisen in den dänischen Gewässern, sowie Besuche in Landskrona (Schweden) und Rostock sowie Polen
- 1914 – Besuche in Sheerness, Dover, Calais und Amsterdam, sowie Reisen in den dänischen Gewässern
- 1914 bis 1918 – Auflieger während des Ersten Weltkrieges
- 1919 – in den Sommermonaten Reisen in den dänischen Gewässern
- 9. Juli 1920 bis 17. Juli 1920 – Reise nach Sønderjylland anlässlich der Wiedervereinigung von Nordschleswig mit Dänemark am 10. Juli 1920
- 1921 bis 1931 – in den Sommermonaten Reisen in den dänischen Gewässern
- Juni 1934 – verkauft zur Abwrackung[4]